# Museo di scienze naturali (Lodi)
Il museo di scienze naturali del Collegio San Francesco di Lodi nacque nel 1850 come museo del Collegio di Santa Maria degli Angeli di Monza, diretto dai Barnabiti. Chiusa la scuola all'inizio nel 1884, gran parte del materiale passò al collegio lodigiano. La collezione si espanse ulteriormente grazie alla donazione del dottor Paolo Lanfossi che nel 1862, lasciò in eredità una raccolta di minerali, conchiglie, uccelli e duecento libri di scienze naturali. Nel 1996 l'apertura, prima riservata ai soli studenti del collegio, venne estesa a tutti.
Il museo è costituito da circa seimila unità, disposte su tre ali di un chiostro cinquecentesco, per una superficie coperta complessiva di circa trecento metri quadrati.

## Criteri espositivi
Il museo è strutturato in cinque sezioni relative a mineralogia e petrografia, malacologia, ornitologia, zoologia e paleontologia. Le bacheche espositive e vetrine sono quelle originali ottocentesche. Oltre alle raccolte indicate, è presente una piccola sezione archeologica comprendente circa ottanta reperti romani, rinvenuti in territorio lodigiano, due erbari (uno risalente alla prima metà dell'Ottocento e l'altro della seconda metà del secolo), e una collezione di centocinquanta farfalle.

### Sezione mineralogica e petrografica
La sezione di mineralogia e petrografia è costituita da circa duemila minerali, tra cui una grossa drusa (mineralogia) di quarzo con geminati, proveniente dal traforo del Sempione, ametiste, quindici agate e una trentina di minerali fluorescenti (autuniti, aragoniti e calciti).

### Sezione malacologica
La sezione malacologica è formata da circa mille conchiglie di varie forme, dimensioni e provenienze, con alcuni importanti esemplari provenienti dal Mar dei Caraibi.

### Sezione ornitologica
La sezione ornitologica consiste in circa settecento uccelli imbalsamati, tra cui pappagalli, colibrì e un uccello lira. Tra quelli di grande dimensione vanno citati un albatro con apertura alare di 2,80 metri ed un'aquila di mare.
Esistono inoltre delle raccolte di nidi e di circa trenta uova, tra cui quelle di struzzo e pellicano.

### Sezione zoologica
La sezione zoologica consiste in circa cinquecento esemplari di fauna sia locale, che esotica. A quest'ultima categoria appartengono ad esempio un anaconda lunga cinque metri e proveniente dal Sud America e un pitone proveniente dal Congo. Sono presenti anche numerosi animali marini (un delfino, tre squali, un pesce palla lungo 80 cm e largo 50, una foca monaca del Mediterraneo di due metri di lunghezza) e animali di grossa taglia (un formichiere, un orso bruno, un leone e alcuni coccodrilli).

### Sezione paleontologica
La sezione paleontologica comprende circa ottocento fossili, datati dal precambriano all'era quaternaria. Tra essi, in particolare sono presenti un'ammonite di 150 milioni di anni fa proveniente dalla Baviera, stromatoliti, trilobiti ed un pesce pietrificato di un metro di lunghezza. Di particolare interesse per la storia locale sono una mandibola di elefante trovata nel Lambro presso Livraga, e un molare di mammut del pliocene rinvenuto nel piacentino. Sono presenti infine due uova di dinosauro provenienti dalla Mongolia e un cranio di un uomo primitivo.